# Погром (герб)
По́гром (пол. Pogrom — разгром к.-л., победа над к.-л.) — польский дворянский герб.

## Описание
В красном поле на земле стоящая золотая пушка на лафете, влево, над ней золотая корона о пяти зубцах, из которой выходят два накрест сложенные ветви: одна лавровая к левой, а другая пальмовая к правой сторонам щита склонённые.
Щит увенчан дворянскими шлемом с закрытым забралом и короной. Нашлемник: рука в латах с обнажённой саблей. Намет на щите красный, подложенный серебром.

## Герб используют
Карл Вейсфлог, герба Погром, подполковник, жалован дипломом на потомственное дворянское достоинство Царства Польского. Дневник законов Царства Польского, т. XII, стр.21-24, опубликовано 30.09.1827.